# Pseudomantis victorina
Pseudomantis victorina är en bönsyrseart som beskrevs av John Obadiah Westwood 1889. Pseudomantis victorina ingår i släktet Pseudomantis och familjen Mantidae. Inga underarter finns listade i Catalogue of Life.